# Turfán
Turfán (en uigur: تۇرپان; uigur transliterado a alfabeto románico: Turpan; chino moderno 吐鲁番, pinyin: Tǔlǔfán) es una ciudad oasis en el borde sur de la depresión de Turfán, en la región autónoma de Sinkiang en la República Popular China. Su área es de 69 000 km² y su población total es de 579 000 habitantes (2013).

## Administración
La ciudad prefectura de Turfán se divide en 1 distrito y 3 condados:
- Distrito Gaochang
- Condado Shanshan
- Condado Toksun

## Historia
Conocida antiguamente como Gushi (nombre quizás asociado al de kushiñ, es decir, el pueblo tocario), Turfán ha sido por mucho tiempo el centro de un fértil oasis (alimentado por kariz) y un importante centro de comercio. Históricamente estaba ubicada en la parte norte de la Ruta de la Seda, adyacente a los reinos tocarios de Korla y Karashahr al suroeste. Turfán es la fuente de numerosos fragmentos escritos en lenguas persas (persa medio, parciano, sogdiano) y tocario -saka, kushan y bactriano-) relacionados con la religión del maniqueísmo (de influencia irania), así como con la rama oriental del cristianismo llamada nestorianismo.

## Clima
Turfán está ubicado a unos 150 km al sureste de Ürümqi, en una cuenca montañosa, al norte de la depresión de Turfán. El clima en la ciudad es extremo, con veranos muy calurosos y secos que temperaturas que pueden alcanzar los 47 °C.
| Parámetros climáticos promedio de Turfán (1971−2000) | Parámetros climáticos promedio de Turfán (1971−2000) | Parámetros climáticos promedio de Turfán (1971−2000) | Parámetros climáticos promedio de Turfán (1971−2000) | Parámetros climáticos promedio de Turfán (1971−2000) | Parámetros climáticos promedio de Turfán (1971−2000) | Parámetros climáticos promedio de Turfán (1971−2000) | Parámetros climáticos promedio de Turfán (1971−2000) | Parámetros climáticos promedio de Turfán (1971−2000) | Parámetros climáticos promedio de Turfán (1971−2000) | Parámetros climáticos promedio de Turfán (1971−2000) | Parámetros climáticos promedio de Turfán (1971−2000) | Parámetros climáticos promedio de Turfán (1971−2000) | Parámetros climáticos promedio de Turfán (1971−2000) |
| Mes                                                  | Ene.                                                 | Feb.                                                 | Mar.                                                 | Abr.                                                 | May.                                                 | Jun.                                                 | Jul.                                                 | Ago.                                                 | Sep.                                                 | Oct.                                                 | Nov.                                                 | Dic.                                                 | Anual                                                |
| ---------------------------------------------------- | ---------------------------------------------------- | ---------------------------------------------------- | ---------------------------------------------------- | ---------------------------------------------------- | ---------------------------------------------------- | ---------------------------------------------------- | ---------------------------------------------------- | ---------------------------------------------------- | ---------------------------------------------------- | ---------------------------------------------------- | ---------------------------------------------------- | ---------------------------------------------------- | ---------------------------------------------------- |
| Temp. máx. media (°C)                                | −2.3                                                 | 6.0                                                  | 16.3                                                 | 26.5                                                 | 33.3                                                 | 37.9                                                 | 39.6                                                 | 38.0                                                 | 31.9                                                 | 21.8                                                 | 9.5                                                  | −0.8                                                 | 21.5                                                 |
| Temp. mín. media (°C)                                | −12.1                                                | −6.0                                                 | 3.2                                                  | 12.4                                                 | 18.7                                                 | 23.2                                                 | 25.0                                                 | 22.8                                                 | 16.3                                                 | 7.1                                                  | −2.1                                                 | −9.6                                                 | 8.2                                                  |
| Precipitación total (mm)                             | 1.1                                                  | 0.5                                                  | 1.2                                                  | 0.5                                                  | 0.9                                                  | 2.9                                                  | 1.9                                                  | 1.8                                                  | 1.6                                                  | 1.7                                                  | 0.6                                                  | 1.0                                                  | 15.7                                                 |
| Días de precipitaciones (≥ 0.1 mm)                   | 1.5                                                  | 0.3                                                  | 0.3                                                  | 0.6                                                  | 0.9                                                  | 2.3                                                  | 2.0                                                  | 1.9                                                  | 1.2                                                  | 0.7                                                  | 0.3                                                  | 1.1                                                  | 13.1                                                 |
| Horas de sol                                         | 159.7                                                | 188.6                                                | 239.5                                                | 256.8                                                | 299.6                                                | 301.2                                                | 311.7                                                | 305.9                                                | 278.8                                                | 250.6                                                | 184.7                                                | 135.1                                                | 2912.2                                               |
| Humedad relativa (%)                                 | 60                                                   | 45                                                   | 31                                                   | 26                                                   | 28                                                   | 31                                                   | 33                                                   | 37                                                   | 42                                                   | 51                                                   | 54                                                   | 61                                                   | 41.6                                                 |
| Fuente: China Meteorological Administration          |                                                      |                                                      |                                                      |                                                      |                                                      |                                                      |                                                      |                                                      |                                                      |                                                      |                                                      |                                                      |                                                      |

## Lugares de interés
- Las ruinas de la antigua ciudad de Jiaohe.
- Las cuevas de Bezeklik.
- Las ruinas de la antigua ciudad de Gaochang.
- Las montañas flameantes, localizadas a unos 10 kilómetros al este de la ciudad y que son conocidas por su color rojizo. Las montañas tienen una longitud de unos 10 kilómetros y una altura media de 500 metros. Su formación se produjo al chocar las placas tectónicas durante la formación de la cordillera del Himalaya.
- El minarete Emin, construido en el año 1777. Su altura es de 44 metros con un diámetro de 10 m. A su lado se encuentra una de las mayores mezquitas de la provincia, con capacidad para 1000 personas.